# شالكه 04 ب
نادي شالكه 04 الثاني (بالألمانية: FC Schalke 04 II) هو نادي كرة قدم ألماني أٌسس عام 1904 وهو الفريق الرديف لنادي شالكه 04. يلعب النادي حالياً في دوري الدرجة الرابعة.